# Américo Guerreiro de Sousa
Américo Guerreiro de Sousa (Matosinhos, 1942) é um escritor português
Licenciado em Filologia Germânica pela Universidade de Lisboa, foi professor efectivo do ensino secundário, leitor de português e Cultura Portuguesa nas universidades inglesas de Sheffield (1974-76) e Cambridge (1976-79), tendo-se doutorado na Universidade de Oxford em 1988, com uma tese sobre Eça de Queirós.

## Obras
Romances:
- Exercício no Futuro (1980)
- Os Cornos de Cronos (1981, 2ª ed. 1982, 3ª ed. 1989)
- Onde Cai a Sombra (1983, 2ª ed. 1983)
- O Rei dos Lumes  (1984, 2ª ed. 1985)
- A Morte das Baleias (1988)
- A Última Ceia (1995)

Ensaio:
- Inglaterra e França n'Os Maias: Idealização e Realidade (2002)

## Outras actividades
Publicou ainda nos Estados Unidos, com o pseudónimo John McIntyre, o romance Shadows in a Dream, uma das primeiras experiências mundiais bem sucedidas no âmbito da escrita colaborativa via internet (Publish America, Baltimore, 2001) e, igualmente em colaboração, An Anthology of Modern Portuguese and Brazilian Prose (Harrap London, 1978).
É igualmente autor do argumento cinematográfico do filme baseado no seu romance Os Cornos de Cronos, realizado por José Fonseca e Costa em 1991.
Tem colaboração publicada em jornais e revistas diversas, em Portugal como no estrangeiro. Incluído na antologia Contos  da editorial "Caminho" além de noutras antologias de carácter diversificado.

## Prémios literários
- Prémio de Originais de Autores Portugueses da Associação Portuguesa de Escritores (1980)
- Prémio de Ensaio da Associação Portuguesa de Escritores (1983)
- Prémio Literário do Círculo de Leitores (1984).

Os seus romances Exercício no Futuro e Os Cornos de Cronos encontram-se traduzidos em romeno desde 1988.